# Jarosław Gowin

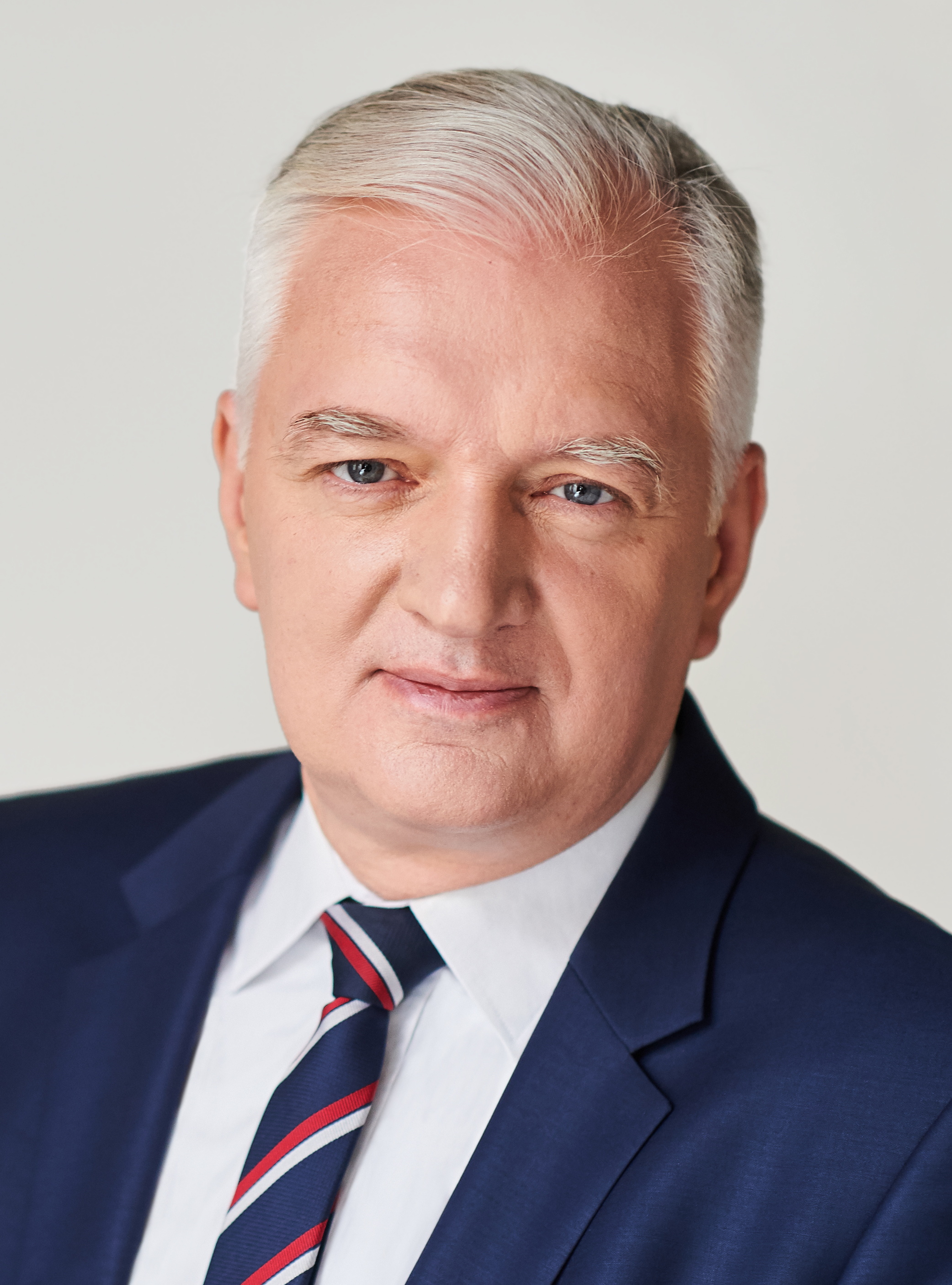
Jarosław Gowin (2017)

Jarosław Adam Gowin (Ausspracheⓘ; * 4. Dezember 1961 in Krakau, Polen) ist ein polnischer Politiker und Vorsitzender der von ihm gegründeten Kleinpartei Porozumienie. Er war 2011 bis 2013 Justizminister der liberal-konservativen Regierungskoalition aus PO und PSL und 2015 bis 2020 unter der Regierung der national-konservativen PiS Minister für Wissenschaft und Bildung. Zwischen November 2019 und April 2020 war er darüber hinaus stellvertretender Ministerpräsident, trat im Streit mit der PiS um den Termin der Präsidentschaftswahl 2020 während der COVID-19-Pandemie in Polen von seinen Ämtern zurück. Von 6. Oktober 2020 bis zu seiner Entlassung am 10. August 2021 war er Minister für wirtschaftliche Entwicklung, Arbeit und Technologie und zugleich stellvertretender Ministerpräsident. Nach Gowins Entlassung im Streit um ein neues Rundfunkgesetz kündigte seine Partei Porozumienie die Mitgliedschaft in der Regierung auf.

## Leben
Gowin studierte Philosophie an der Jagiellonen-Universität in Krakau. Über ein Stipendium war ihm zudem ein Studienaufenthalt an der Universität Cambridge möglich. An der Polnischen Akademie der Wissenschaften in Warschau promovierte er schließlich mit einer Dissertation über Die Kirche in der Zeit der Freiheit von 1989 bis 1999 (pln. Kościół w czasach wolności 1989–1999). 1994 bis 2005 war Gowin Redakteur der katholischen Monatszeitschrift Znak. 2003 trat er des Weiteren als einer der Gründer der privaten Europäischen Pastor-Józef-Tischner-Hochschule (pln. Wyższa Szkoła Europejska im. ks. Józefa Tischnera) auf und ist seitdem ihr Rektor.
Bei den Parlamentswahlen 2005 trat Gowin für die liberale Platforma Obywatelska (dt. Bürgerplattform, PO) an und konnte mit 157.083 Stimmen ein Mandat für den Senat erringen. Zwei Jahre darauf gelang ihm bei den vorgezogenen Parlamentswahlen 2007 mit 160.465 Stimmen wiederum die Wahl in den Sejm. Bei den Parlamentswahlen 2011 wurde er mit 62.570 Stimmen im Wahlkreis 13 Kraków II erneut Abgeordneter des Sejm.
Am 17. November 2011 gab Ministerpräsident Donald Tusk die Nominierung Gowins für den Posten des Justizministers in seinem zweiten Kabinett bekannt. Im Januar 2013 kam es jedoch in der Debatte über die von Tusk unterstützte Einführung einer eingetragenen Partnerschaft für gleichgeschlechtliche Paare zwischen beiden zum Streit. Gowin bezeichnete nicht nur die liberalen Gesetzesentwürfe der Opposition, sondern auch den restriktiveren Entwurf aus der eigenen Fraktion als verfassungswidrig. Am 29. April 2013 wurde Gowin als Justizminister von Tusk entlassen, die förmliche Demission durch den Staatspräsidenten fand am 6. Mai statt. Zu seinem Nachfolger wurde Marek Biernacki ernannt.
Am 7. Dezember 2013 gründete Gowin die wirtschaftsliberale und wertkonservative Partei Polska Razem (dt. Polen zusammen). Infolge einer Kooperation mit der national-konservativen Partei Prawo i Sprawiedliwość (dt. Recht und Gerechtigkeit, PiS) bei den Parlamentswahlen 2015 wurde er im Kabinett von Beata Szydło zum Minister für Wissenschaft und Bildung ernannt. Am 4. November 2017 gründete er nach Querelen mit Parteikollegen eine neue Partei mit dem Namen Porozumienie (dt. Verständigung), deren Vorsitzender er ist.
Gowin ist verheiratet und hat drei Kinder.

## Zitate
Gowin über Polens Nichtaufnahme von Flüchtlingen im Laufe der Flüchtlingskrise in Europa ab 2015 am 16. Juni 2017:

„Jedes Volk, jede Zivilisation hat das Recht sich vor der Ausrottung zu schützen. Das, was die Eliten Westeuropas machen, ist sich auf den Pfad der Selbstzerstörung Europas zu begeben. Polen, zumindest unsere Regierung, wird sich daran nicht beteiligen.“

## Werke
- Etyka państwa i prawa, mit Otfried Höffe, Krakau 1992, ISBN 83-7006-225-3.
- Kościół po komunizmie, Warschau 1995, ISBN 83-7006-481-7.
- Zaangażowanie czy defensywa? : katolicy w życiu politycznym Polski i Niemiec, mit Manfred Spieker, Warschau 1997, ISBN 83-86917-80-6.
- Kościół w czasach wolności: 1989–1999, Krakau 1999, ISBN 83-7006-902-9.
- Niewidzialne światło, Krakau 2003, ISBN 83-240-0245-6.
- Religia i ludzkie biedy : ks. Tischnera spory o Kościół , Krakau 2003, ISBN 83-240-0359-2.

## Verweise